# Paso Morales
Se denomina con el nombre de Morales al paso que existía para vadear el río de las Conchas (hoy río Reconquista) en el cruce con el acceso a Campo de Mayo, partido de San Miguel y la Avenida Gobernador Vergara, en la hoy ciudad argentina de William C. Morris, partido de Hurlingham, provincia de Buenos Aires, recibiendo este nombre en razón de que las tierras de la zona pertenecían a Domingo Morales. 
Este paso formaba parte del llamado Camino Viejo Real (a Córdoba y el Pacífico), siendo prácticamente abandonado en 1663. 
Otros pasos existentes sobre dicho río fueron los de Paso del Rey y, a partir de 1778, el de Puente Márquez.

## Historia
Originalmente esta zona estaba habitado por los Guaraníes y los Querandíes. En 1582, a dos años de haber fundado Buenos Aires, Juan de Garay dotó a los vecinos más prominentes de la ciudad (los acompañantes de Garay) con tierras de chacra y estancia, las primeras destinadas al cultivo y las otras a la crianza de ganado. 
La concesión de estos terrenos se efectuó por medio de un sorteo, por lo cual las mismas fueron denominadas suertes. Las tierras que estaban sobre el Riachuelo de Las Conchas (hoy Río Reconquista), cuyo puerto, Santa María de las Conchas (actual ciudad de Tigre) se había transformado en un importante centro de contrabando, y que luego fue clausurado por una Cédula Real, fue entregado por Juan de Garay a un integrante de su expedición, Gonzalo Martel de Guzmán, por lo cual puede presumirse, en consecuencia, que la actual localidad de Hurlingham al igual que las áreas ribereñas al río fueron ocupadas por el español desde aquel entonces.

## Milagro de la Virgen de Luján
Merece una mención especial lo ocurrido en este camino en el año 1630 cuando se produjo el llamado Milagro de la Virgen de Luján, quien cruzó por aquí en su camino hacia Luján. 
El llamado Camino Viejo Real a Córdoba y el océano Pacífico tenía un trazado similar a la actual RN 8, vadeando el Río Reconquista en Paso Morales (límite entre Morón y San Miguel) y el río Luján (en Pilar) y continuando por tierras bajas y pantanos hacia el norte, fue abandonado definitivamente en 1663, siendo reemplazado por el Camino Nuevo o Real transformándose en el trayecto oficial a los mencionados destinos. 
Este nuevo camino pasaba por las actuales localidades de Morón (vadeada sin mayores dificultades la cañada de Juan Ruiz) (actual arroyo Morón); luego cruzaba Merlo y vadeando el Río de las Conchas (actual Río Reconquista) en el llamado Paso del Rey, para continuar por General Rodríguez, Paraje del Árbol Solo (actual Luján), San Antonio de Areco, Arrecifes, Pergamino y a partir de aquí continúa su trayecto hacia el norte confundiéndose con el Viejo Camino Real.